# 陳行健
陳行健（1531年—1586年），字體乾，號廷祝，浙江湖州府烏程縣人，民籍，明朝政治人物。

## 生平
嘉靖三十七年（1558年）戊午科浙江鄉試第三十二名舉人，四十四年（1565年）中式乙丑科會試第二百六十名，二甲第四十九名進士。吏部觀政，改庶吉士，隆慶元年（1567年）三月授戶科給事中，二年（1568年）二月升兵科右給事中，八月升刑科左給事中，三年（1569年）三月升戶科都給事中，四月告病，五年（1571年）五月復為工科都給事中，六年（1572年）五月升太常寺少卿，萬曆四年（1576年）正月改南京太僕寺少卿，五年（1577年）十二月以自陳議處，降一級調外任，十四年（1586年）八月卒。

## 家族
曾祖陳昇，壽官；祖父陳琦；父陳賡，庠生，贈給事中。母章氏（封孺人）。弟陳行簡（知縣）、陳行孝、陳行道。